# Cervesa de fruita
Una cervesa de fruita és un estil de cervesa belga i un dels estils típics reconeguts com a Patrimoni Cultural Immaterial de la Humanitat el 2016.
Tot i que cada cerveser té les seves particularitats i secrets de fabricació, es fa amb una cervesa de base, a la qual s'afegeix a un cert moment del procés fruita o suc de fruita fresc. Sigui a l'inici de la fabricació quan la fruita es fermenta junts amb la malta, sigui més tard quan l'aport de fructosa provoca una segona fermentació. Quin que sigui el mètode, la major part dels sucres es transforma en alcohol i diòxid de carboni.
Això dona al producte final un gust fresc i fruitós, però mai dolçàs. Les fruites més utilitzades són drupes com guinders, entre d'altres per fer la famosa kriek belga, pressecs o encara rosàcies com gerds i pomes. En la cerveseria artesana contemporània, també es fan experiments amb espècies menys tradicionals. Son generalment considerades com cerveses d'estiu.
S'ha de distingir la cervesa de fruita de la cervesa aromatitzada amb fruita i els còctels de cervesa. La cervesa aromatizada només es una mescla de cervesa normal, acabada amb un suc o xarop de fruita i aromes tot just abans d'embotellar, sense que la fruita intervingui en el procés de fermentació. Els còctels de cervesa són mescles, generalment mig cervesa, mig gasosa comparable al còctel negre d'estiu.
Per simplificar el procés, i fer-lo més barat, alguns cervesers industrials agreguen sucre, sucs concentrats i colorants en lloc de fruita natural i escurcen el temps de maduració artificialment. Aquests productes industrials força dolços semblen més un còctel de cervesa hi han fet malbé a la reputació de la veritable cervesa de fruita que té un gust molt més complex. L'etiquetatge no sempre permet fer la diferència i molts consumidors inexperts confonen còctel de cervesa amb una veritable cervesa de fruita.
Unes cerveses de fruita destacades
- Belgues: Kriek, Saison-Pêche, Liefmans framboise, Pêcheresse
- Catalanes: Moska Poma de Girona[5]